# Robert Wyatt
Robert Wyatt, född 28 januari 1945 i Bristol, England, är en brittisk musiker. Wyatt startade sin musikaliska karriär som trummis och sångare i det brittiska progressiva rockbandet Wilde Flowers, sedermera Soft Machine, inom "the Canterbury scene".
Den 1 juni 1973; under inspelningarna av albumet "Rock Bottom"; råkade Wyatt ut för en olycka som gjorde att han blev förlamad från midjan och neråt och rullstolsbunden sedan dess, när han under en vild fest föll från ett badrumsfönster på tredje våningen.

## Diskografi

### Album

#### Soft Machine
- The Soft Machine (ABC/Probe, 1968) (engelsk)
- Volume Two (ABC/Probe, 1969) (engelsk)
- Third (Columbia, 1970) (engelsk)
- Fourth (Columbia, 1971) (engelsk)

#### Matching Mole
- Matching Mole (1972)
- Matching Mole's Little Red Record (1972)

#### Solo
- The End of an Ear (1970)
- Rock Bottom (1974)
- Ruth Is Stranger Than Richard (1975)
- Nothing Can Stop Us (1981, Singles compilation; 1983 Australien edition includes "Shipbuilding")
- The Animals Film (1982, Soundtrack)
- Old Rottenhat (1985)
- Dondestan (1991)
- A Short Break (1996, EP)
- Shleep (1997)
- Dondestan (Revisited) (1998)
- Solar Flares Burn for You (2003)
- Cuckooland (2003)
- Theatre Royal Drury Lane 8th September 1974 (2005)
- Comicopera (2007)

### EP
- The Peel Sessions (1974, "Alifib"/"Soup Song"/"Sea Song"/"I'm a Believer")
- Work In Progress (1984, "Biko"/"Amber and the Amberines"/"Yolanda"/"Te Recuerdo Amanda")
- 4 Tracks EP (1984, "I'm a Believer"/"Yesterday Man"/"Team Spirit"/"Memories")
- Airplay (2002, "Fridge"/"When Access Was A Noun "/"Salt-Ivy"/"Signed Curtain")

### Singlar
- "I'm a Believer"/"Memories" (1974)
- "Yesterday Man"/"I'm a Believer" (1974)
- "Yesterday Man"/"Sonia" (1977)
- "Arauco"/"Caimanera" (1980)
- "At Last I'm Free"/"Strange Fruit" (1980)
- "Stalin Wasn't Stallin'"/"Stalingrad" (1981)
- "Grass"/"Trade Union" (1981)
- "Shipbuilding"/"Memories of You"/"'Round Midnight" (1982)
- "The Age of Self"/"Raise Your Banners High" (1984)
- "Chairman Mao" (1987)
- "Free Will and Testament"/"The Sight of the Wind" (1997)
- "Heaps of Sheeps"/"A Sunday in Madrid" (1997)